# Isotaro Sugata
Isotaro Sugata (Japans: 須賀田礒太郎, Sugata Isotaro) (Yokohama, 15 november 1907 – Tanuma (Sano), 5 juli 1952) was een Japans componist.

## Levensloop
Sugata kreeg zijn opleiding in een school van missionarissen in Kanto Gakuin. Aldaar werd hij beïnvloed door het horen van hymnes en kreeg hij lessen voor piano, viool, muziektheorie en zang. In 1927 kreeg hij tuberculose en vervolgens concentreerde hij zich uitsluitend op de compositie-studies. Vanaf 1928 studeerde hij bij Kosaku Yamada en Kiyoshi Nobutoki, die zelf in Berlijn had gestudeerd. Nobutoki leerde hem muziektheorie in de Duitse traditie.
In 1931 begon hij met studies bij Meiro Sugahara, die van mening was dat Duitse muziek geen goed model was voor Japanse componisten, die in Westerse stijl wilden componeren met Japanse sensibiliteit, op de basis van de "Gagaku" (eeuwenoude keizerlijke muziek), boeddhistische liederen en Kabukimuziek. Franse, Italiaanse en Russische muziek was meer toepasselijk voor de Japanse mentaliteit, omdat zij meer flexibele klanken aanbiedt door gebruik van Oriëntaalse toonladders. Sugahara gaf het advies aan Sugata en bijvoorbeeld Shiro Fukai beter de werken van Claude Debussy, Maurice Ravel, Igor Stravinsky, Ottorino Respighi en Darius Milhaud te bestuderen. In het gevolg schreef Sugata twee grote orkestwerken in een stijl die kan omschreven worden als "Oriëntaalse Stravinsky", namelijk Yokohama (1932) en Symphonic Fantasia "SAKURA" (Cherry Blossoms) (1933).
In 1933 keerde hij terug naar de Duits-getinte muziek en studeerde bij Klaus Pringsheim sr., een leraar in de neoclassicistische stijl en een voormalig leerling van Gustav Mahler, die toen professor was aan de Tokyo National University of Fine Arts and Music. Nu studeerde hij Duitse muziek van Johann Sebastian Bach tot Paul Hindemith en vond interesse aan Arnold Schoenberg en zijn atonale muziek. In 1935 won hij met Emaki Japan (Japanese Picture Scroll) een compositiewedstrijd van het Keizerlijke ministerie van financiën. Het volgende jaar won hij eveneens een compositiewedstrijd van de NHK (Nippon Hoso Kyokai) met zijn werk Festive Prelude.
Tijdens de Tweede Wereldoorlog vertrok hij naar Tanuma, waar zijn grootouders woonden. Hij kon nog verder componeren, maar zijn ziekte maakte het werken voor hem steeds moeilijker. Hij overleed op 5 juli 1952. De meeste van zijn werken waren niet gepubliceerd en zijn manuscripten raakten in de vergetelheid in het huis in Tanuma. Pas in 1999 werden de manuscripten weer gevonden en kregen publieke attentie.

## Composities

### Werken voor orkest
- 1932 Symphonic Poem "Yokohama"
- 1933 Symphonic Fantasia "SAKURA" (Cherry Blossoms)
- 1935 Emaki Japan (Japanese Picture Scroll)
- 1936 Festive Prelude
- 1937 Symphonic Dances
- 1938 Kanto and Tohoku
- 1939 Symphonic Overture, voor orkest, op. 6
- 1940 Peaceful Dance of Two Dragons, voor orkest, op. 8
  1. Jo (misterioso e gentile)
  2. Ha (con gravita e fastoso)
  3. Kyu (grazioso)
- 1941 Anastasia
- 1941 Sketches of the Desert - Suite in Oriental Style, voor orkest, op. 10
  1. Pilgrimage to Mecca
  2. A Caravan in the Desert
  3. The Patrol in the Desert
  4. Dancing Girl in the Orient (Allegretto con sentimento)[1]
  5. Riding Arabs
- 1942 Philharmonic Symphony No. 1 in C
- 1944 Ouverture
- 1949 Picasso painting
- 1950 Japanese Dance Suite
- 1950 The Rhythm of Life, ballet muziek voor orkest, op. 25
  1. Misterioso
  2. Andante - Moderato scherzando
  3. Lento - Presto capriccioso

### Kamermuziek
- 1946 Strijkkwartet
- 1935 Sonata "Sonata Romantic", voor viool en piano